# Maurice Gilliams

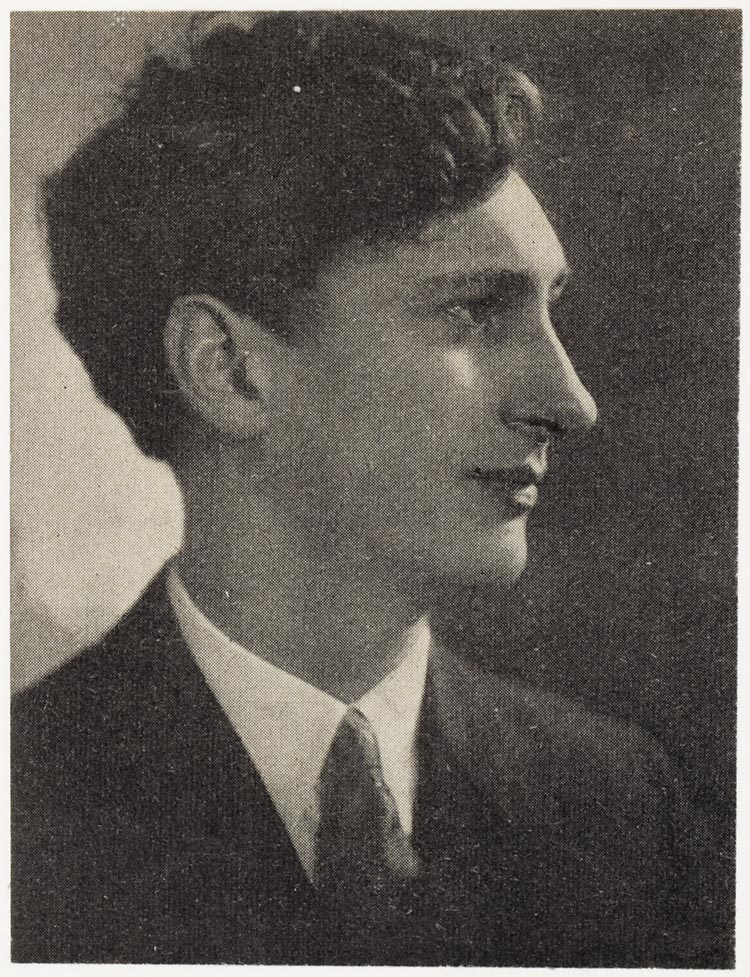
Frühe Aufnahme von Maurice Gilliams

Maurice Guillaume Rosalie Gilliams (* 20. Juli 1900 in Antwerpen; † 18. Oktober 1982 ebenda) war ein belgischer Typograph, Dichter und Schriftsteller. Er veröffentlichte auch unter seinen Pseudonymen Gri-Majeur und Floris van Merckem.

## Leben
Maurice Gilliams wurde als Sohn des Buchdruckers Frans Gilliams geboren. Er besuchte zwischen 1909 und 1911 das Internat des Klosters Sint Victor in Turnhout. Während des Ersten Weltkriegs war die Familie gezwungen Belgien zu verlassen und floh nach Amsterdam. Nach dem Krieg ging Gilliams nach Paris, wo er Typografie studierte.
Nach seinem Studium arbeitete er als Typograph und Lektor in der Berufsschule für Kunsthandwerk von Roger Avermaete. Später war er als Buchhändler und Lehrer tätig. 1947 wurde er Mitglied der Königlichen Akademie für Niederländische Sprach- und Literaturwissenschaften (KANTL) in Gent, deren Direktor er 1954 wurde. 1955 kam er als Bibliothekar an das königliche Museum der Schönen Künste in Antwerpen. Von 1960 bis 1976 war er wieder Sekretär an der KANTL.
1935 heiratete er Gabriëlle Baelemans, von der er sich als bald wieder trennte. Die Scheidung wurde jedoch erst 1976 rechtskräftig. Kurz darauf, im April 1976, heiratete er Maria Eliza Antonia de Raeymaekers.
1980 erfolgte die Erhebung in den Adelsstand. König Baudouin verlieh ihm den Titel eines Barons.
Nach ihm wurde der von 1985 bis 2002 vergebene Maurice Gilliamspreis der KANTL benannt.

## Verfilmungen
Der Roman Elias of het gevecht met de nachtegalen wurde 1991 unter der Regie von Klaas Rusticus verfilmt. In den Hauptrollen spielten Viviane de Muynck und Brikke Smets.

## Auszeichnungen
- 1935 – Provinciale Premie voor Letterkunde für Oefentocht in het luchtledige
- 1938 – August Beernaertprijs für Elias of het gevecht met de nachtegalen (Elias oder das Gefecht mit den Nachtigallen)
- 1937 – Provinciale Premie für Elias of het gevecht met de nachtegalen
- 1940 – Ritter des belgischen Kronenordens
- 1949 – Ritter des belgischen  Leopoldsordens
- 1953 – Provinciale Premie für Een bezoek aan het prinsengraf
- 1954 – Provinciale Premie für Winter te Antwerpen
- 1954 – Kommandeur des belgischen Kronenordens
- 1963 – Großoffizier des Ordens des belgischen Kronenordens
- 1967 – Provinciale Premie voor Letterkunde van de provincie Antwerpen
- 1969 – Constantijn Huygensprijs
- 1969 – Emile Bernheimprijs / Prix Litéraire Emile Bernheim
- 1969 – Großoffizier des belgischen Leopoldsordens
- 1972 – Oeuvreprijs van de Vlaamse Gemeenschap (Driejaarlijkse Staatsprijs) für sein Lebenswerk
- 1980 – Ehrendoktorwürde der Universität Gent
- 1980 – Prijs der Nederlandse Letteren verliehen durch Königin Beatrix